# Dan Ar Braz
Dan Ar Braz, pseudonimo di Daniel Le Bras (Quimper, 15 gennaio 1949), è un cantautore e chitarrista francese, di origine e cultura bretone.
La sua carriera ha inizio verso la fine degli anni sessanta collaborando prima con Alan Stivell e poi intraprendendo la carriera solista. Agli inizi degli anni novanta fonda l'Héritage des Celtes con il quale parteciperà all'Eurovision Song Contest 1996 rappresentando la Francia con una canzone in bretone, "Diwanit bugale".
Nel panorama della musica celtica, e bretone in particolare, la sua esperienza è una di quelle, assai innovative, che maggiormente si caratterizzano per influenze rock accostate ad una forte base tradizionale.

## Discografia

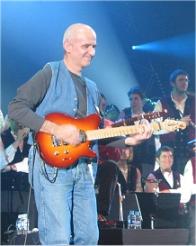
Dan Ar Braz in concerto a Lorient

### Solista
- 1973 Stations con il suo gruppo Mor
- 1977 Douar Nevez
- 1978 Allez dire à la ville (testi di Xavier Grall: recueil  La Sône des pluies et des tombes. )
- 1979 The earth's lament
- 1981 Acoustic
- 1985 Musique pour les silences à venir
- 1988 Septembre bleu
- 1990 Songs
- 1991 Borders of salt
- 1992 Xavier Grall chanté par Dan Ar Braz
- 1992 Rêves de Siam
- 1992 Les îles de la mémoire
- 1994 Theme for the green lands
- 2001 La mémoire des volets blancs
- 2003 A toi et ceux
- 2006 Frontières de sel (cofanetto DVD & CD audio)
- 2007 Les Perches du Nil
- 2009 Comptines celtiques et d'ailleurs
- 2012 Celebration

### Chitarrista di Alan Stivell
- 1972 Renaissance de la harpe celtique
- 1972 À l'Olympia
- 1973 Chemins de terre
- 1974 E Langonned
- 1975 E Dulenn - In Dublin
- 1976 Trema'n Inis (Vers l'île)
- 1977 Before Landing
- 1993 Again

### Con l'Héritage des Celtes
- 1994 Borders of salt
- 1995 En concert
- 1997 Finisterres
- 1998 Zénith
- 1999 Bretagnes à Bercy[1]

### Collaborazioni diverse
- 1978 No Man's Land di Jacques Higelin
- 1999 Excalibur di Alan Simon
- 1982 Au secret déluge di Melaine Favennec
- 1982 Aldébaran di Michel Corringe
- 1983 AT2 - The reunion concert di Fairport Convention
- 1983 Ar baz valan di Patrick Molard
- 1989 Kerygma di Vincenzo Zitello
- 1991 L'Albatros fou di Gilles Servat
- 1995 The last hero di Kad
- 1996 Sur les quais de Dublin di Gilles Servat
- 1996 Brest-96, Penn-Ar-Bed di Didier Squiban
- 1997 An tour tan di Didier Squiban
- 1999 Nos Îles - Nos amours di Melaine Favennec
- 1999 Os amores libres di Carlos Nuñez
- 2000 Excalibur en concert di Alan Simon
- 2000 Mayo longo di Carlos Nuñez